# 高级战争
《高级战争》（中国大陆又译作），是一款由Intelligent Systems公司开发、任天堂公司发行的一款基于任天堂掌上游戏机平台的系列战略游戏。《高级战争》最初的Game Boy Advance平台版本于2001年9月10日在北美地区首次发行，但由于发行第二天发生了九一一袭击事件，任天堂决定在欧洲和日本推迟至2002年再发行这款游戏。除此之外，《高级战争》还有另外三部续集游戏，分别为《高级战争2：黑洞的升起》（GBA）、《高级战争：双重打击》（NDS）和《高级战争：毁灭之日》（NDS）。

## 游戏特点
任天堂戰爭系列皆为战争模拟类游戏，与同平台游戏大战略均采用回合制战斗模式，但《高级战争》衍生出了指挥官系统，增加了海陆空军不同的武器，并丰富了战术系统，使之成为了任天堂公司的招牌战争游戏，在任天堂旗下的多款主机上均有登场。

## 開發背景
Intelligent Systems公司本为一些离开岩崎技研工業公司的程序员於1986年12月组建而成，组成后立即與任天堂緊密合作，成为任天堂的第二方開發商。Intelligent Systems游戏团队早于1988年發行《任天堂战争》，这也被认为是《高级战争》的始祖。

## 遊戲發展
2001年3月21日，任天堂公司正式发售了新一代32位掌上游戏机Game Boy Advance，这款性能在当时属上乘的掌机为Intelligent Systems公司提供了契机，Intelligent Systems团队研发了两款基于Game Boy Advance平台的高级战争游戏，这两款高级战争游戏也受到了好评。2005年6月23日，Intelligent Systems又开发出了NDS平台的《高级战争：双重打击》，这款游戏充分利用了NDS上下两个屏幕，将空中和陆地分离开，强化了游戏的战略性。2008年，Intelligent Systems又发布了高级战争系列的第四款游戏《高级战争：毁灭之日》，毁灭之日在双重打击的基础上增加了不同的兵种和游戏系统。

## 评价
《高级战争》发售后，收到了全球范围的游戏业者评论，X-COM公司的制作人朱利安·格乐普认为《高级战争》为今后相似的战争战略游戏提供了一个蓝图，并定会影响其后的各类战争游戏。在任天堂最好的两百款游戏列表中，《高级战争》排名第二十六。在Metacritic和GameRankings中，《高级战争》分别获得了92/100和93%的评分。
电视节目The Electric Playground评论《高级战争》这款游戏时称：“这款游戏很有深度，画面刻画的很有日式的动漫风格，回合制的设定十分巧妙，让人欲罢不能。”。IGN则认为“《高级战争》的战斗场面十分激烈，十分吸引玩家，特别是一些细微之处的设计，更让人眼前一亮。”。Gaming Age杂志则认为《高级战争》具备复杂的设定，也有着简单的游玩方式，这是让玩家上瘾的原因之一。
GameSpot评论称《高级战争》系统设置很有内涵，但也很容易上手，是一款能让人反复游玩的掌上游戏。Total Video Games认为《高级战争》的人工智能系统十分出色，虽然游戏基于掌机平台，但是敌对电脑表现的十分不错。